# Antoine Dubé
Pour les articles homonymes, voir Dubé.
Antoine Dubé M.Admin. (né le 15 mai 1947) est un administrateur, récréologue et homme politique et fédéral du Québec.

## Biographie
Né à Sainte-Rita dans le Bas-Saint-Laurent, M. Dubé tenta pour une première fois de devenir député de Lévis à titre de candidat du Parti nationaliste du Québec en 1984. Élu député du Bloc québécois en 1993, il fut réélu en 1997 et en 2000. Il démissionna en 2003 pour s'engager en politique provinciale. Candidat du Parti québécois dans la circonscription de Chutes-de-la-Chaudière en 2003, il fut défait par l'adéquiste Marc Picard.
Durant son passage à la Chambre des communes, il est porte-parole adjoint en matière de Santé de 1996 à 2003, ainsi que porte-parole de la Formation et Jeunesse de 1994 à 1996, d'Alphabétisation en 1996, de Développement régional de 1998 à 1999, du Bureau fédéral de développement régional (Québec) de 1998 à 1999, de Développement économique (Québec) de 1998 à 1999, de Construction navale en 1999, d'Asie-Pacifique de 2000 à 2003 et de Coopération internationale de 2002 à 2003. Conjointement avec ses homologues Francine Lalonde et Paul Crête, il publie un ouvrage contestant le projet de loi C-96. 
Il est actuellement président de la Société nationale des Québécoises et des Québécois de Chaudière-Appalaches.
Aux élections fédérales canadiennes de 2015, Dubé s'est présenté aux élections dans Bellechasse—Les Etchemins—Lévis en tant que candidat du Bloc québécois.